# Корнево (деревня, Ленинградская область)
Ко́рнево (фин. Kornova) — упразднённая деревня на территории Романовского сельского поселения Всеволожского района Ленинградской области, в настоящее время — северная часть посёлка Романовка.

## История
Деревня Cornua упоминается в наиболее старых из сохранившихся церковных регистрационных книгах Колтушского лютеранского прихода 1745—1755 годов (с 1780 года как Kornova).
Как деревня Корьнова она обозначена на «Карте окружности Санкт-Петербурга» 1810 года.
Как деревня Корнева упоминается на карте Санкт-Петербургской губернии Ф. Ф. Шуберта 1834 года.

КОРЕНЕВА — деревня принадлежит наследникам покойного действительного камергера Всеволода Всеволожского, жителей по ревизии 59 м. п., 63 ж. п. (1838 год)

На этнографической карте Санкт-Петербургской губернии П. И. Кёппена 1849 года она обозначена как деревня «Kornowa», расположенная в ареале расселения савакотов . В пояснительном тексте к этнографической карте деревня названа Kornowa (Коренева, Корнова) и указано количество её жителей на 1848 год: савакотов — 63 м. п., 80 ж. п., финляндских карелов — 10 м. п., 13 ж. п., всего 166 человек.

КОРНЕВА — деревня господина Всеволожского по просёлкам, 23 двора, 67 душ м. п. (1856 год)

Число жителей деревни по X-ой ревизии 1857 года: 58 м. п., 73 ж. п..
Согласно «Топографической карте частей Санкт-Петербургской и Выборгской губерний» в 1860 году деревня Корнева насчитывала 11 дворов.
В 1861—1862 годах деревню постиг неурожай и массовый падёж скота.

КОРНЕВО — деревня владельческая при колодцах; 23 двора, жителей 53 м. п., 73 ж. п. (1862 год)

Согласно подворной переписи 1882 года в деревне проживали 25 семей, число жителей: 62 м. п., 63 ж. п.; лютеране: 58 м. п., 61 ж. п.; разряд крестьян — собственники, а также пришлого населения 1 семья (1 м. п., 4 ж. п.).

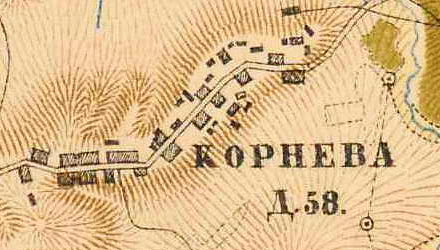
План деревни Корнево. 1885 год

В 1885 году деревня насчитывала 58 дворов.
В 1895 году, согласно карте Шлиссельбургского уезда, деревня Корнево насчитывала 34 крестьянских двора.

КОРНЕВО — деревня на земле Корневского сельского общества вблизи линии Ириновской жел. дороги, на земском тракте из Рябова в село Ириновку Рябовской волости, у деревни небольшой ручей, назыв. Антонов, 36 дворов, 90 м. п., 95 ж. п., всего 185 чел.

ДОМ ЛЕСНИКА И АРЕНДАТОРА — при деревне Корнево, при Ириновской жел. дороге 2 двора, 5 м. п., 2 ж. п., всего 7 чел. (1896 год)

В конце XIX — начале XX века деревня административно входила в состав Рябовской волости 2-го стана Шлиссельбургского уезда Санкт-Петербургской губернии. Деревня относилась к лютеранскому приходу Ряяпювя. Население деревни было исключительно финским.
В 1909 году в деревне было 37 дворов.
В 1911 году последняя владелица мызы Рябово Лидия Филипповна Всеволожская начала устройство крупного дачного посёлка, для чего выделила из мызы и размежевала к востоку и смежно со станцией Корнево 91 участок земли.
По данным Рябовского продовольственного комитета на начало 1918 года в деревне проживало 276 человек (включая хутор Корнева Грива, где проживали две семьи: Тимофеевы и Варрис-Антонен).
По сведениям Рябовского волостного совета в декабре 1921 года в деревне насчитывалось 272 жителя.
В конце 1924 года в деревне числилось 112 мужского и 138 женского пола, всего 250 прихожан Рябовской лютеранской церкви.
Согласно переписи населения СССР 1926 года:

КОРНЕВО — деревня Романовского сельсовета Ленинской волости Ленинградского уезда, 64 хозяйства, 289 душ.

Из них русских — 6 хозяйств, 23 души; ингерманландцев — 50 хозяйств, 233 души; суоми — 7 хозяйств, 27 душ; эстов — 1 хозяйство, 6 душ. (1926 год)

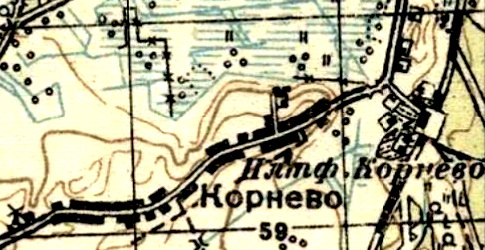
Деревня Корнево на карте 1931 года

Согласно топографической карте РККА 1931 года деревня насчитывала 59 дворов. На западной окраине деревни находилась ветряная мельница.
По административным данным 1933 года деревня Корнево относилась к Романовскому финскому национальному сельсовету. 
В 1938 году население деревни Корнево насчитывало 458 человек, из них русских — 258 и финнов — 200 человек.
Согласно переписи населения СССР 1939 года:

КОРНЕВО — деревня Романовского сельсовета Всеволожского района, 482 чел. (1939 год)

В 1940 году деревня насчитывала 51 двор.
До 1942 года — место компактного проживания ингерманландских финнов.
В 1958 году население деревни составляло 573 человека.
В 1966 году в деревне был открыт мемориал «Катюша».
По административным данным 1973 года в деревне располагалась центральная усадьба совхоза «Романовка».
По данным 1966 и 1973 годов деревня Корнево входила в состав Щегловского сельсовета.
23 октября 1989 года был образован Романовский сельсовет, в состав которого вошли: посёлок при станции Корнево, деревни Корнево, Кяселево, Лепсари, Пугарево, Романовка, Углово и местечко Углово, общей численностью населения 5243 человека. Деревня Корнево стала его административным центром. В ней проживали 4347 человек.
14 сентября 1995 года деревня Корнево и деревня Романовка были объединены в посёлок Романовка.
Через Корнево проходит трасса ежегодного международного зимнего марафона «Дорога жизни».

## География
Находится в центральной части района между автодорогой 41К-065 (Санкт-Петербург — Матокса) и железнодорожной платформой Корнево Ириновского направления Октябрьской железной дороги.
Расстояние до железнодорожной платформы Корнево — 1 км.

## Фото

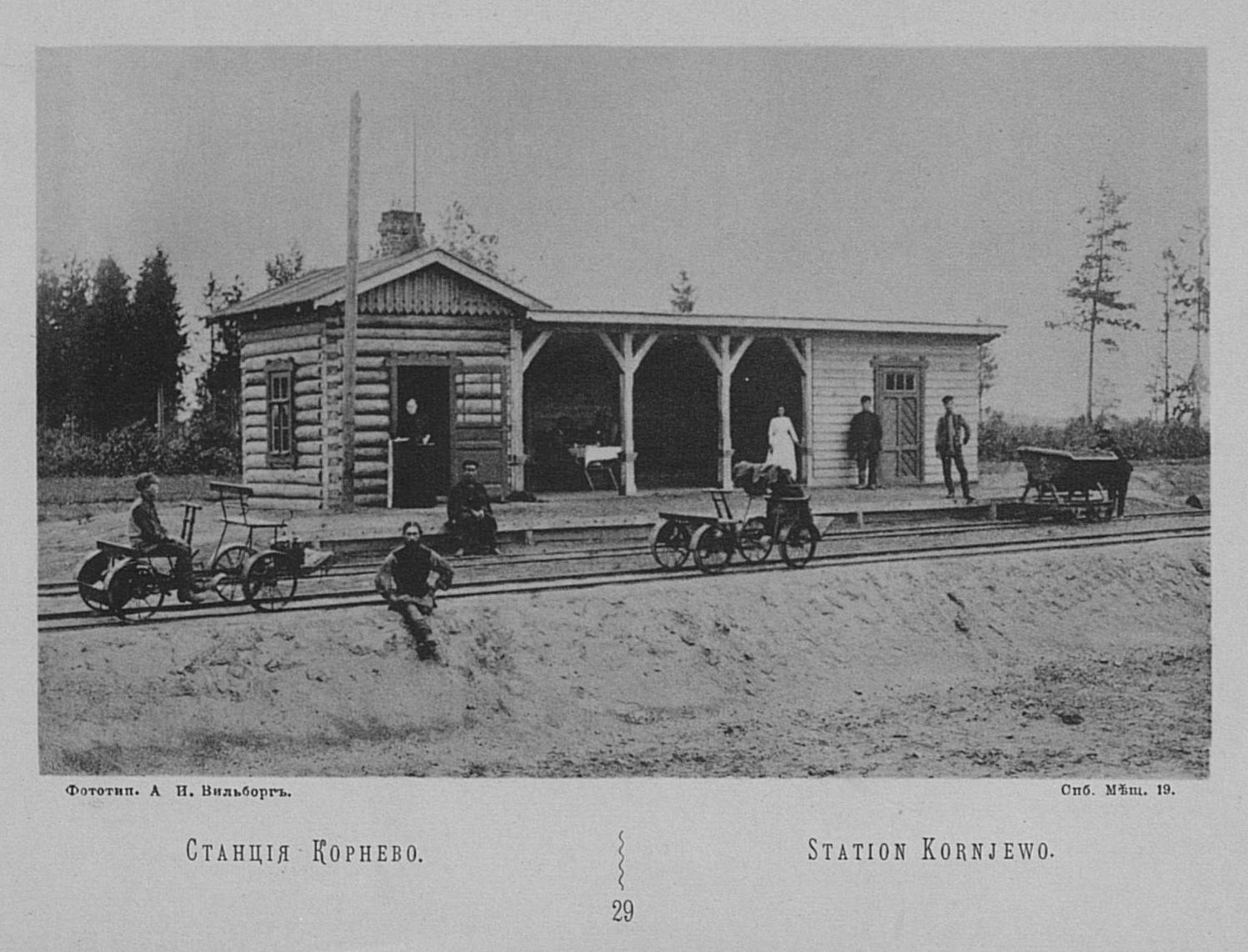
Станция Корнево. 1892 год
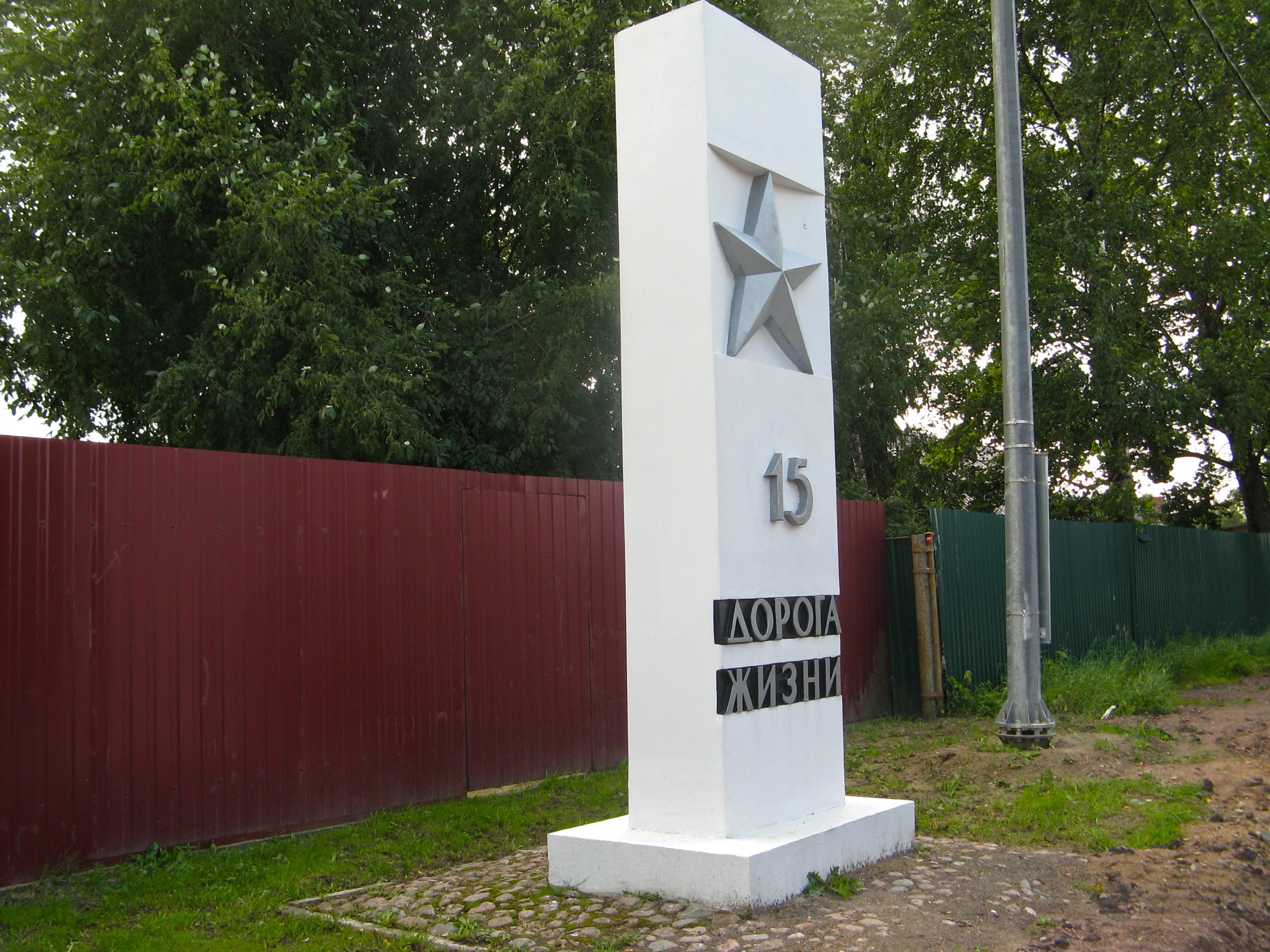
Памятный столб на «Дороге жизни». 2020 год